# アスタナ＝メレイ国際音楽コンクール
アスタナ-メレイ国際音楽コンクール（アスタナ-メレイこくさいおんがくコンクール Astana-Merey International Competition Performance）は、1998年に設立されたカザフスタンの国立音楽アカデミーが主催する音楽コンクール。カザフスタンの首都であるヌルスルタン（旧称アスタナ）で開催され、チェロ、バイオリン、ピアノについてジュニアと、それ以上の部門で競われる。
2008年12月に開催された第4回コンクールで、バイオリン・ジュニア部門（10歳以下）において10歳の日本人女性が優勝した。